# Wild type

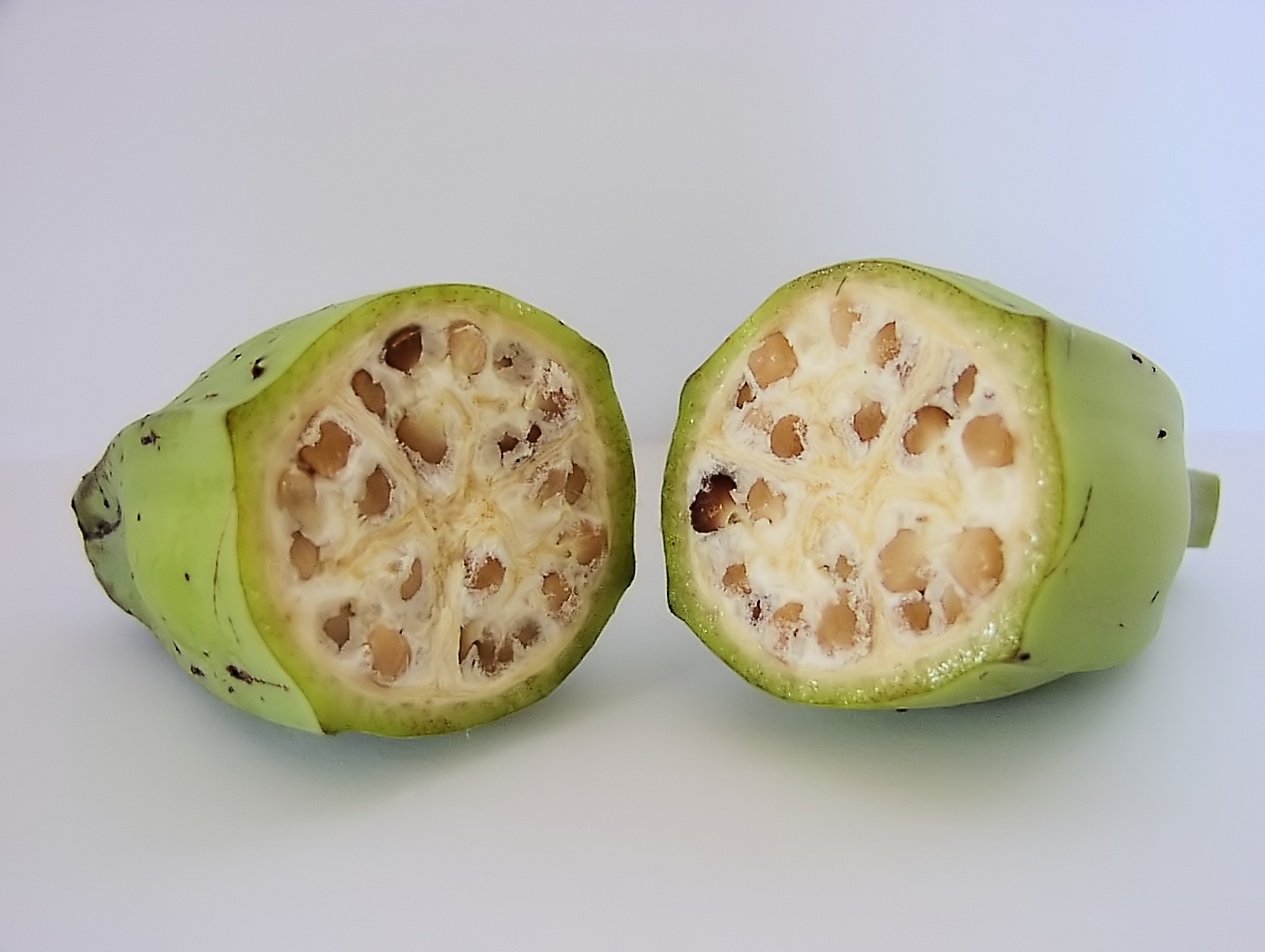
A diferencia de las bananas culinarias, las bananas silvestres tienen varias semillas grandes y duras.

Wild type significa en inglés ‘natural’, ‘salvaje’, ‘silvestre’, ‘tipo silvestre’. Originalmente, este término se concibió en las ciencias biológicas, especialmente en la genética.
Wild type, llamado en español de tipo natural, o silvestre, se refería al gen de una especie que se encuentra en la naturaleza. Se pensaba que el primer gen descubierto en la naturaleza era el alelo más frecuente, es decir, el normal (alelo “normal” en un locus, en contraste con la producida por un alelo “mutante” no estándar), por lo que se definió que el alelo silvestre era el que tenía la mayor frecuencia del gen.
Sin embargo, ahora se sabe que existen en la mayoría o en todos los loci de los genes una variedad de formas alélicas, que varían en frecuencia dependiendo del lugar geográfico de una especie. 
Por lo tanto, ahora se considera como alelo silvestre a la primera variante alélica descrita de un gen en la literatura científica, ya que fue el primero descubierto en la naturaleza y no será siempre el alelo más frecuente o el normal.